# Бекович-Черкасский, Александр Николаевич
Александр Николаевич (Касбулат Эльмурзович) Бекович-Черкасский (1748 — после 1804) — кабардинский князей из рода Бековичей-Черкасских. Российский военный деятель.

## Биография
Родился в городе Кизляр. Четвёртый из восьми сыновей генерал-майора князя Эльмурзы Бекмурзовича Бековича-Черкасского (ок. 1700—1765).
С 1768 года служил прапорщиком иррегулярных войск. В том же году с согласия старших братьев князь Касбулат Эльмурзович принял православную веру под именем Александра. В 1775 году после смерти своего старшего брата и капитана, князя Темир-Булата Бековича-Черкасского, Александр был назначен начальником «аульных татар» в Кизлярском иррегулярном войске. В 1780 году получил чин капитана. Позднее стал командиром Терского Кизлярского казачьего войска.
В 1785 году за отличие при обороне Кизляра от войск шейха Мансура князь Александр Бекович-Черкасский произведен в чин подполковника. С 1790 года — полковник и командир Терского кизлярского войска. С 1790 по 1796 год был предводителем Кизлярского дворянства.
В 1804 году Александр Бекович-Черкасский вышел в отставку, прослужив 35 лет. Проживал в городе Кизляр.
Был женат на Любови Андреевне Канчокиной-Черкасской, дочери кабардинского князя и полковника Кургоко Канчокина (Джиляхстанова) (Андрея Канчокина Черкасского), основателя Моздока. Дети: Алексей (род. 1777), Фёдор-Темир-Булат (род. 1790), Ефим-Асламбек (род. 1794) и Андрей (умер в детстве).